# Тензоры в физической кинетике

## Масса, заряд, импульс и энергия в уравнениях механики сплошной среды
Основные уравнения механики сплошной среды – непрерывности, движения и энергии – демонстрируют причины изменения во времени плотностей трех основных механических величин: массы {\displaystyle \mathrm {m} }, импульса {\displaystyle \mathrm {\vec {p}} } и энергии {\displaystyle \varepsilon }.
При этом:
- первое слагаемое левой части каждого из названных уравнений представляет собой изменение плотности (количества в единице объема) соответствующей величины в единицу времени;
- второе – результат обмена этой величиной выделенного единичного объема с соседними объемами;
- третье – изменение плотности соответствующей величины в единицу времени под действием внешних сил;
- правая часть – изменение плотности соответствующей величины в единицу времени в результате столкновений частиц в объеме.

При описании газа заряженных частиц одной из форм уравнения непрерывности является закон сохранения заряда в дифференциальной форме, в котором количество вещества представлено не массой {\displaystyle \mathrm {m} }, а зарядом {\displaystyle \mathrm {q} }.
Общими характеристиками массы, заряда, импульса и энергии являются:
- сохраняемость в замкнутых системах;
- аддитивность.

Однако, по одному признаку импульс в этом списке стоит особняком. А именно: масса, заряд и энергия – скаляры. Соответственно плотности массы, заряда и энергии – скаляры, плотности потока массы, заряда и энергии – векторы.
Импульс же сам является вектором. Соответственно, плотность импульса есть вектор – полностью описывается тремя величинами. Плотность же потока импульса полностью описывается уже девятью величинами: любая из трех проекций импульса вместе с частицей может переноситься в любом из трех пространственных направлений. Таким образом, плотность потока импульса представляет собой тензор второго ранга (кинетический тензор):
{\displaystyle \mathbf {\Pi } ={\begin{array}{|ccc|}\Pi _{11}&\Pi _{12}&\Pi _{13}\\\Pi _{21}&\Pi _{22}&\Pi _{23}\\\Pi _{31}&\Pi _{32}&\Pi _{33}\\\end{array}}},        {\displaystyle \mathrm {\Pi _{mn}=m\textstyle \int f({\vec {\mathrm {v} }})\mathrm {v} _{m}\mathrm {v} _{n}d^{3}\mathrm {v} } },
где
- {\displaystyle \Pi _{mn}} – количество {\displaystyle \mathrm {m} }-й проекции импульса, которое в единицу времени переносится через единицу поверхности в {\displaystyle \mathrm {n} }-м направлении.
- {\displaystyle \mathrm {f({\vec {\mathrm {v} }})} } – функция распределения частиц по скоростям.

Можно заметить, что половина следа (суммы диагональных компонент) кинетического тензора равна плотности кинетической энергии:
{\displaystyle \mathrm {{\Pi _{11}+\Pi _{22}+\Pi _{33} \over 2}={m \over 2}\textstyle \int f({\vec {\mathrm {v} }})(\mathrm {v} _{1}^{2}+\mathrm {v} _{2}^{2}+\mathrm {v} _{3}^{2})d^{3}\mathrm {v} =\varepsilon _{K}^{(V)}} }
В результате форма записи уравнения движения в традиционном представлении отличается от формы записи уравнений непрерывности:
{\displaystyle \mathrm {{\partial \ \rho  \over \partial \ t}+\nabla \cdot {\vec {p}}^{(V)}={\delta \ \rho  \over \delta \ t}} }
и энергии:
{\displaystyle \mathrm {{\partial \ \varepsilon ^{(V)} \over \partial \ t}+\nabla \cdot {\vec {q}}-{\vec {V}}\cdot {\vec {F}}^{(V)}={\delta \ \varepsilon ^{(V)} \over \delta \ t}} }.
А именно:
{\displaystyle \mathrm {{\partial \ p_{m}^{(V)} \over \partial \ t}+\sum _{mn}{\partial \ \Pi _{mn} \over \partial \ r_{n}}-F_{m}^{(V)}={\delta \ p_{m}^{(V)} \over \delta \ t}} }
где:
- {\displaystyle \rho } – плотность массы;
- {\displaystyle \mathrm {{\vec {p}}^{(V)}=\rho {\vec {V}}} }– плотность потока массы, математически тождественная плотности импульса;
- {\displaystyle \mathrm {\vec {V}} } – среднемассовая скорость;
- {\displaystyle \mathrm {\varepsilon ^{(V)}=\varepsilon _{K}^{(V)}+{\rho  \over m}\varepsilon _{\chi }} } – плотность энергии;
- {\displaystyle \mathrm {\mathrm {{\vec {q}}={m \over 2}\textstyle \int f({\vec {\mathrm {v} }})\mathrm {v} ^{2}{\vec {\mathrm {v} }}\ d^{3}\mathrm {v} +\textstyle \int f({\vec {\mathrm {v} }})\varepsilon _{\chi }{\vec {\mathrm {v} }}\ d^{3}\mathrm {v} } } } – плотность потока энергии;
- {\displaystyle \varepsilon _{\chi }} – внутренняя энергия частицы;
- {\displaystyle \mathrm {{\vec {F}}^{(V)}} } – внешняя сила, действующая на единицу объема газа;
- {\displaystyle \mathrm {\delta  \over \delta \ t} } – изменение в единицу времени в результате столкновений (здесь приведены уравнения для компоненты многокомпонентной среды).

Можно заметить три основных неудобства последней записи по сравнению с двумя предыдущими:
- громоздкость;
- необходимость записи в трех проекциях;
- привязанность конкретно к декартовым координатам.

Последнее, например, означает, что в зависимости от системы координат, в которых решается задача, запись уравнения движения в проекциях будет иметь разные формы.
Такими же недостатками обладает и запись кинетического тензора в развернутой форме:
{\displaystyle \mathrm {\Pi _{mn}=\rho V_{m}V_{n}+\delta _{mn}P-\sigma _{mn}^{I}} }
и запись последнего слагаемого в приведенном выражении:
{\displaystyle \mathrm {\sigma _{mn}^{I}=\eta {\Biggl (}{\partial \ V_{m} \over \partial \ r_{n}}+{\partial \ V_{n} \over \partial \ r_{m}}-{2 \over 3}\delta _{mn}\nabla \cdot {\vec {V}}{\Biggr )}} }
где   
- {\displaystyle \mathrm {P} } – давление;
- {\displaystyle \mathrm {\sigma _{mn}^{I}} } – компонента тензора вязких напряжений

Наличие названных недостатков скорее всего можно объяснить тем, что кинетика в физике и тензорный анализ в математике – это сравнительно молодые направления в науке, возникшие уже после того, как натурфилософия, фактически, уже разделилась на отдельные отрасли: физику, химию, математику и т.п. В отличие от Эйлера, Гаусса, Стокса физики уже были только физиками, а математики – только математиками.
В результате тензорный анализ в математике, с одной стороны, оказался достаточно отстраненным от проблем современной физики и, с другой стороны, не сформировал еще общепринятой и достаточно компактной символики.

### Необходимость выбора
Развитие математического аппарата любой естественной науки часто ставит исследователя перед выбором:
1. Оставаться в кругу уже определенных категорий, правил и символики, за счет громоздкости, необщности и большого количества выражений.
2. Обобщить понятия, упростить и сократить количество выражений за счет введения новых категорий, правил и символики.
Первый выбор оправдан в случае, когда круг объектов с особенными свойствами узок и редко употребляется в соответствующем направлении науки. В противоположном случае, необходимость дополнительных интеллектуальных усилий в течение определенного времени очень скоро окупается экономией времени и средств представления (бумаги, мела, компьютерной памяти) в дальнейшем массированном обращении с соответствующими объектами.
Примером преимущества второго выбора в математике и физике является появление векторного анализа, возникшего ввиду трехмерности геометрического пространства.
Первый выбор – использование категорий исключительно скалярного анализа – требовал бы в данном случае использования трех определений в описании положения объекта – различных в различных системах координат (декартовой, цилиндрической или сферической), трех определений в описании изменения положения во времени. При этом использование исключительно скалярной символики означало бы разные правила дифференцирования характеристик положения по времени для получения соответствующих характеристик изменения положения. В каждой задаче вместо одного уравнения движения необходимо было бы записывать три, строго оговаривая при этом систему координат, в которой справедлива такая запись. Точно так же пришлось бы поступать в выражениях для связи потенциальной энергии и силы, характеристик электромагнитного поля и движения частиц и т.п.
Второй выбор – введение понятия вектора – означает необходимость усвоения немногих новых определений: вектор, скалярное произведение, векторное произведение и т.п., но легко окупается следующими выгодами:
- вектор сохраняет свою целостность в любой системе координат, в то время как значения проекций меняются;
- правила преобразования положения в скорость, скорости в ускорение как векторов, связь между скоростью и импульсом, характеристиками поля и силой как между векторами сохраняются в различных системах координат.
Наиболее существенную новизну сравнительно со скалярным анализом представляет здесь само понятие вектора – нужно просто привыкнуть к тому, что в геометрии и математике одна величина может характеризоваться не одним, а тремя числами – по числу пространственных измерений в нашей Вселенной. В операциях с кинетическим тензором мы сталкиваемся с названной выше необходимостью выбора – по-прежнему оперировать объектами двух типов (векторами и скалярами), описывая перенос импульса девятью скалярами или тремя векторами (со всеми издержками, названными выше) или ввести понятие и правила операций с новыми объектами, характеризующимися девятью числами. Массовость обращений к переносу импульса в механике сплошной среды скорее располагает ко второму выбору. Кроме того, есть соображения, по которым оптимальным здесь становится не просто определение нового класса объектов, но введение некоего "над-класса", к которому равно относятся и скаляры, и векторы и вновь вводимые объекты. Таким "над-классом" в математике и физике являются тензоры соответствующих рангов.

### Понятие тензора определенного ранга
В нашем случае тензоры являются математическим представлением конкретных физических величин, но не операторами в матричном анализе. Предлагаемая символика и правила относятся именно к такому случаю и не обязательно полностью соответствуют символике матричного анализа.
Тензором определенного ранга {\displaystyle \mathrm {M} } в {\displaystyle \mathrm {I} }-мерном пространстве называют величину, которая полностью описывается {\displaystyle \mathrm {I^{M}} } числами – элементами тензора. Предметом механики сплошной среды является обычное трехмерное пространство ({\displaystyle \mathrm {I=3} }), поэтому в дальнейшем мы и будем говорить только о нем. Таким образом, в нашем случае тензором ранга {\displaystyle \mathrm {M} } является величина, которая полностью описывается {\displaystyle \mathrm {3^{M}} } элементами.
В таком случае:
- скаляр, имеющий один элемент, есть тензор нулевого ранга;
- вектор, имеющий три элемента, есть тензор первого ранга.

Появление нового класса объектов требует новой символики. А именно:
- единственный элемент, из которого состоит скаляр {\displaystyle \Phi }, не требует индекса в записи значения;
- каждый из трех элементов {\displaystyle \mathrm {A_{m}} } вектора {\displaystyle \mathrm {\vec {A}} } обозначается индексом {\displaystyle \mathrm {m} }, изменяющимся от 1 до 3 – соответственно числу измерений геометрического пространства;
- каждый из {\displaystyle \mathrm {3^{M}} } элементов {\displaystyle \mathrm {A^{(m_{1}m_{2}m_{3}...m_{M-1}m_{M})}} }  тензора {\displaystyle \mathrm {M} }-го ранга {\displaystyle \mathbf {A} } обозначается {\displaystyle \mathrm {M} } индексами {\displaystyle \mathrm {m_{1}m_{2}m_{3}...m_{M-1}m_{M}} }, изменяющимися от 1 до 3 – в дальнейшем для краткости вместо {\displaystyle \mathrm {m_{1}m_{2}m_{3}...m_{M-1}m_{M}} } будем писать {\displaystyle \mathrm {m_{1}...m_{M}} }.

В тензорном анализе, так же, как и в векторном, важным является понятие базиса, основанное на определении единичного тензора.
Единичным тензором {\displaystyle \mathrm {M} }-го ранга  есть тензор {\displaystyle \mathrm {e^{(m_{1}...m_{M})}} }, в котором равны нулю все элементы, кроме равного единице {\displaystyle \mathrm {m_{1}...m_{M}} }-го элемента.
В таком случае:
- {\displaystyle e^{(\ \ )}}: единичный тензор нулевого ранга есть единица (единичный скаляр);
- {\displaystyle \mathrm {e^{(m)}=i_{m}} }: единичный тензор первого ранга есть орта (единичный вектор).

### Операции с тензорами
Для облегчения восприятия правила операций с тензорами покажем сравнительно с правилами аналогичных операций с векторами.
 Правило 1. Сложение тензоров и умножение тензора на скаляр
Вектор {\displaystyle \mathrm {\vec {D}} } равен сумме векторов {\displaystyle \mathrm {\vec {A}} } и {\displaystyle \mathrm {\vec {B}} }, если элемент вектора {\displaystyle \mathrm {\vec {D}} } равен сумме соответствующих элементов векторов  {\displaystyle \mathrm {\vec {A}} } и {\displaystyle \mathrm {\vec {B}} }: 
1.1. {\displaystyle \mathrm {{\vec {D}}={\vec {A}}+{\vec {B}}} }          {\displaystyle \longrightarrow }          {\displaystyle \mathrm {D_{m}=A_{m}+B_{m}} }.
Прямым следствием правила сложения векторов является правило умножения вектора на скаляр: вектор {\displaystyle \mathrm {\vec {D}} } равен произведению вектора {\displaystyle \mathrm {\vec {A}} } и скаляра {\displaystyle \mathrm {C} }, если элемент вектора {\displaystyle \mathrm {\vec {D}} }  равен произведению соответствующего элемента вектора {\displaystyle \mathrm {\vec {A}} } и скаляра {\displaystyle \mathrm {C} }:
1.2. {\displaystyle \mathrm {{\vec {D}}=C\ {\vec {A}}} }           {\displaystyle \longrightarrow }          {\displaystyle \mathrm {D_{m}=C\ A_{m}} }.
Тензор {\displaystyle \mathrm {M} }-го ранга {\displaystyle \mathbf {D} } равен сумме тензоров такого же ранга {\displaystyle \mathbf {A} } и {\displaystyle \mathbf {B} }, если элемент тензора {\displaystyle \mathbf {D} } равен сумме соответствующих элементов тензоров {\displaystyle \mathbf {A} } и {\displaystyle \mathbf {B} }:
1.3. {\displaystyle \mathbf {D} =\mathbf {A} +\mathbf {B} }           {\displaystyle \longrightarrow }       {\displaystyle \mathrm {D^{(m_{1}...m_{M})}=A^{(m_{1}...m_{M})}+B^{(m_{1}...m_{M})}} }.
Прямым следствием правила сложения тензоров является правило умножения тензора на скаляр: тензор {\displaystyle \mathbf {D} } равен произведению тензора {\displaystyle \mathbf {A} } и скаляра {\displaystyle \mathrm {C} }, если элемент тензора {\displaystyle \mathbf {D} } равен произведению соответствующего элемента тензора {\displaystyle \mathbf {A} } и скаляра {\displaystyle \mathrm {C} }:
1.4. {\displaystyle \mathrm {\mathbf {D} =C\ \mathbf {A} } }           {\displaystyle \longrightarrow }       {\displaystyle \mathrm {D^{(m_{1}...m_{M})}=C\ A^{(m_{1}...m_{M})}} }.
Правило 2. Запись тензоров как суммы элементов
Вектор {\displaystyle \mathrm {\vec {A}} } может быть представлен как векторная сумма элементов с использованием орт:
1.5. {\displaystyle \mathrm {{\vec {A}}=\sum _{m}i_{m}A_{m}} }.
При этом нет смысла говорить о результате произведения {\displaystyle \mathrm {i_{m}A_{m}} } – единственный смысл записи {\displaystyle \mathrm {i_{m}A_{m}} } состоит в указании, что величине {\displaystyle \mathrm {A_{m}} } равен именно  {\displaystyle \mathrm {m} }-й элемент вектора .
Тензор {\displaystyle \mathrm {M} }-го ранга {\displaystyle \mathbf {A} } может быть представлен как тензорная сумма элементов с использованием единичных тензоров:
1.6. {\displaystyle \mathrm {\mathbf {A} =\sum _{m_{1}...m_{M}}e^{(m_{1}...m_{M})}A^{(m_{1}...m_{M})}} }.
При этом нет смысла говорить о результате произведения {\displaystyle \mathrm {e^{(m_{1}...m_{M})}A^{(m_{1}...m_{M})}} } – единственный смысл записи {\displaystyle \mathrm {e^{(m_{1}...m_{M})}A^{(m_{1}...m_{M})}} } состоит в указании, что величине {\displaystyle \mathrm {A^{(m_{1}...m_{M})}} }  равен именно {\displaystyle \mathrm {m_{1}...m_{M}} }-й элемент тензора {\displaystyle \mathbf {A} }.
Правило 3. Инвариантность произведения скаляра и единичного тензора
"Результат" произведения скаляра и орты не зависит от последовательности сомножителей:
1.7. {\displaystyle \mathrm {i_{m}A_{m}=A_{m}i_{m}} }.
"Результат" произведения скаляра и единичного тензора не зависит от последовательности сомножителей:
1.8.  {\displaystyle \mathrm {e^{(m_{1}...m_{M})}A^{(m_{1}...m_{M})}=A^{(m_{1}...m_{M})}e^{(m_{1}...m_{M})}} }.
Правило 4. Тензорное произведение и представление единичных тензоров через орты
Внимание !!! Правило 4 является, фактически, единственным новым правилом тензорного анализа, не представленным в векторном анализе.
Тензорным произведением тензора {\displaystyle \mathrm {M} }-го ранга {\displaystyle \mathbf {A} } и тензора {\displaystyle \mathrm {N} }-го ранга {\displaystyle \mathbf {B} } является тензор {\displaystyle \mathrm {M+N} }-го ранга {\displaystyle \mathbf {D} }, если {\displaystyle \mathrm {m_{1}...m_{M}n_{1}...n_{N}} }-й элемент тензора {\displaystyle \mathbf {D} } равен произведению {\displaystyle \mathrm {m_{1}...m_{M}} }-го элемента тензора {\displaystyle \mathbf {A} } и {\displaystyle \mathrm {n_{1}...n_{N}} }-го элемента тензора {\displaystyle \mathbf {B} }:
1.9. {\displaystyle \mathbf {D} =\mathbf {A} \ \mathbf {B} }           {\displaystyle \longrightarrow }       {\displaystyle \mathrm {D^{(m_{1}...m_{M}n_{1}...n_{N})}=A^{(m_{1}...m_{M})}B^{(n_{1}...n_{N})}} }.
Таким образом, тензорное  скаляра и тензора произвольного ранга есть, фактически, "простое" произведение скаляра на тензор (1.4).
С учетом (9) единичный тензор {\displaystyle \mathrm {M} }-го ранга может быть представлен как кратное тензорное произведение орт:
1.10. {\displaystyle \mathrm {e^{(m_{1}...m_{M})}=i_{m_{1}}...i_{m_{M}}} }.
Выражения (1.6) и (1.8) с использованием (1.10) можно записать так:
1.11, {\displaystyle \mathrm {\mathbf {A} =\sum _{m_{1}...m_{M}}i_{m_{1}}...i_{m_{M}}A^{(m_{1}...m_{M})}} },
1.12. {\displaystyle \mathrm {i_{m_{1}}...i_{m_{M}}A^{(m_{1}...m_{M})}=i_{m_{1}}...i_{m_{i}}A^{(m_{1}...m_{M})}i_{m_{i+1}}...i_{m_{M}}} }.
В дальнейшем вместо (1.6) можно использовать запись (1.11) как более удобную в случаях, которые будут названы ниже. 
Правило 5. Произведение тензоров
Существуют три вида произведений тензоров: тензорное, векторное и скалярное. Каждому из произведений соответствует знак: пробел в тензорном, крестик в векторном и точка в скалярном. Кроме того, удобно использование обобщенного знака произведения "{\displaystyle \circ }", соответствующего трем различным случаям:
1.13.   {\displaystyle \circ ={\bigl (}} "    ", " × ", " · "{\displaystyle {\bigr )}}.
Правило 5 является прямым следствием (1.11) и (1.12) – скаляры в произведениях можно произвольно перемещать относительно знаков произведений – знак произведения тензоров фактически относится к ближайшим ортам:
1.14. {\displaystyle \mathrm {{\vec {A}}\circ {\vec {B}}=\sum _{mn}{\bigl (}i_{m}A_{m}{\bigr )}\circ {\bigl (}i_{n}B_{n}{\bigr )}=\sum _{mn}{\bigl (}i_{m}\circ i_{n}{\bigr )}A_{m}B_{n}=\sum _{mn}A_{m}B_{n}{\bigl (}i_{m}\circ i_{n}{\bigr )}} },
1.15. {\displaystyle \mathrm {\mathbf {A} \circ \mathbf {B} =\sum _{\begin{matrix}m_{1}...m_{M}\\n_{1}...n_{N}\end{matrix}}{\bigl (}i_{m_{1}}...i_{m_{M}}A^{(m_{1}...m_{M})}{\bigr )}\circ {\bigl (}i_{n_{1}}...i_{n_{N}}B^{(n_{1}...n_{N})}{\bigr )}=} }
{\displaystyle \mathrm {=\sum _{\begin{matrix}m_{1}...m_{M}\\n_{1}...n_{N}\end{matrix}}i_{m_{1}}...i_{m_{M-1}}A^{(m_{1}...m_{M})}{\bigl (}i_{m_{M}}\circ i_{n_{1}}{\bigr )}i_{n_{2}}...i_{n_{N}}B^{(n_{1}...n_{N})}=} }
{\displaystyle \mathrm {=\sum _{\begin{matrix}m_{1}...m_{M}\\n_{1}...n_{N}\end{matrix}}A^{(m_{1}...m_{M})}B^{(n_{1}...n_{N})}i_{m_{1}}...i_{m_{M-1}}{\bigl (}i_{m_{M}}\circ i_{n_{1}}{\bigr )}i_{n_{2}}...i_{n_{N}}} }.
Правило 6. Произведение орт
Тензорное, векторное и скалярное произведение орт имеют следующие значения:
1.16. {\displaystyle \mathrm {i_{m}i_{n}=e^{(mn)}} },
1.17. {\displaystyle \mathrm {i_{m}\times i_{m}=0} },
{\displaystyle \mathrm {i_{1}\times i_{2}=-i_{2}\times i_{1}=i_{3}} },
{\displaystyle \mathrm {-i_{1}\times i_{3}=i_{3}\times i_{1}=i_{2}} },
{\displaystyle \mathrm {i_{2}\times i_{3}=-i_{3}\times i_{2}=i_{1}} },
1.18. {\displaystyle \mathrm {i_{m}\cdot i_{n}=\delta _{mn}} },
где   {\displaystyle \mathrm {\delta _{mn}} } – символ Кронекера:
1.19. {\displaystyle \mathrm {\delta _{mn}=\left\{{\begin{matrix}1,&\mathrm {m=n} \\0,&\mathrm {m\neq n} \end{matrix}}\right.} }.
Правило 7. Извлечение элемента из вектора и тензора
Произвольный вектор {\displaystyle \mathrm {\vec {A}} }  в различных выражениях может встречаться не в прямой записи (1.5), а как результат операций с другими векторами или скалярами. При необходимости "извлечения" конкретной проекции вектора {\displaystyle \mathrm {\vec {A}} } из такой записи можно на основании (1.5) и (1.18) использовать операцию:
1.20. {\displaystyle \mathrm {A_{m}=i_{m}\cdot {\vec {A}}={\vec {A}}\cdot i_{m}} }
Аналогично, на основании (11) и (18) можно записать для элемента тензора ранга выше нулевого:
1.21. {\displaystyle \mathrm {A^{(m_{1}...m_{M})}=i_{m_{M}}\cdot {\Bigl (}...\cdot {\Bigl (}i_{m_{1}}\cdot \mathbf {A} {\Bigr )}{\Bigr )}={\Bigl (}{\Bigl (}\mathbf {A} \cdot i_{m_{M}}{\Bigr )}\cdot ...{\Bigr )}\cdot i_{m_{1}}} }.

### Дифференциальные операторы в применении к тензорам
Правило 8. Операторы Гамильтона и Лапласа
Любой из трех знаков (1.13) может использоваться не только в произведениях, но и в обозначениях действия оператора Гамильтона {\displaystyle \nabla }, имеющего, как известно, запись:
1.22. {\displaystyle \mathrm {\nabla =\sum _{n}i_{n}{\partial  \over \partial \ r_{n}}} }.
Результатом тензорного действия оператора {\displaystyle \nabla } является градиент, векторного – ротор, скалярного – дивергенция. К сожалению,  в большинстве источников отсутствуют общие правила развернутой записи результатов действия оператора {\displaystyle \nabla } в произвольной (не декартовой) системе координат. Приводятся общие записи в декартовой системе – единственной системе координат с неизменными ортами, а также частные случаи записи для наиболее часто используемых ортогональных криволинейный координат – сферических, цилиндрических.
Правильные результаты в использовании оператора можно, однако, получить, распространив Правило 5 на скалярные дифференциальные операторы – скалярные дифференциальные операторы в произведениях можно произвольно перемещать относительно знаков произведений:
1.23. {\displaystyle \mathrm {\nabla \circ ={\biggl (}\sum _{n}i_{n}{\partial  \over \partial \ r_{n}}{\biggr )}\circ =\sum _{n}i_{n}\circ {\partial  \over \partial \ r_{n}}} }.
Таким образом, имеем:
- градиент скаляра:

1.24. {\displaystyle \mathrm {\nabla \Phi =\sum _{n}i_{n}{\partial \ \Phi  \over \partial \ r_{n}}} };
- ротор вектора:

1.25. {\displaystyle \mathrm {\nabla \times {\vec {A}}=\sum _{n}i_{n}\times {\partial \ {\vec {A}} \over \partial \ r_{n}}=\sum _{nm}i_{n}\times {\partial  \over \partial \ r_{n}}{\bigl (}i_{m}A_{m}{\bigr )}=\sum _{nm}{\biggl (}i_{n}\times i_{m}{\partial \ A_{m} \over \partial \ r_{n}}+i_{n}\times {\partial \ i_{m} \over \partial \ r_{n}}A_{m}{\biggr )}} };
- дивергенция вектора:

1.26. {\displaystyle \mathrm {\nabla \cdot {\vec {A}}=\sum _{n}i_{n}\cdot {\partial \ {\vec {A}} \over \partial \ r_{n}}=\sum _{nm}i_{n}\cdot {\partial  \over \partial \ r_{n}}{\bigl (}i_{m}A_{m}{\bigr )}=\sum _{nm}{\biggl (}i_{n}\cdot i_{m}{\partial \ A_{m} \over \partial \ r_{n}}+i_{n}\cdot {\partial \ i_{m} \over \partial \ r_{n}}A_{m}{\biggr )}} }.
Аналогично (1.24) – (1.26) правило (1.23) в применении к тензору дает:
- градиент тензора произвольного ранга:

1.27. {\displaystyle \mathrm {\nabla \mathbf {A} =\sum _{n}i_{n}{\partial \ \mathbf {A}  \over \partial \ r_{n}}=\sum _{\begin{matrix}n\\\mathrm {m_{1}...m_{M}} \end{matrix}}i_{n}{\partial  \over \partial \ r_{n}}{\biggl (}i_{m_{1}}...i_{m_{M}}A^{(m_{1}...m_{M})}{\biggr )}=} }
{\displaystyle \mathrm {=\sum _{\begin{matrix}n\\\mathrm {m_{1}...m_{M}} \end{matrix}}{\biggl (}i_{n}i_{m_{1}}...i_{m_{M}}{\partial \ A^{(m_{1}...m_{M})} \over \partial \ r_{n}}+i_{n}{\partial  \over \partial \ r_{n}}(i_{m_{1}}...i_{m_{M}})A^{(m_{1}...m_{M})}{\biggr )}} };
- ротор тензора ранга выше нулевого:

1.28. {\displaystyle \mathrm {\nabla \times \mathbf {A} =\sum _{n}i_{n}\times {\partial \ \mathbf {A}  \over \partial \ r_{n}}=\sum _{\begin{matrix}n\\\mathrm {m_{1}...m_{M}} \end{matrix}}i_{n}\times {\partial  \over \partial \ r_{n}}{\biggl (}i_{m_{1}}...i_{m_{M}}A^{(m_{1}...m_{M})}{\biggr )}=} }
{\displaystyle \mathrm {=\sum _{\begin{matrix}n\\\mathrm {m_{1}...m_{M}} \end{matrix}}{\biggl (}i_{n}\times i_{m_{1}}...i_{m_{M}}{\partial \ A^{(m_{1}...m_{M})} \over \partial \ r_{n}}+i_{n}\times {\partial  \over \partial \ r_{n}}(i_{m_{1}}...i_{m_{M}})A^{(m_{1}...m_{M})}{\biggr )}} };
- дивергенция тензора ранга выше нулевого:

1.29. {\displaystyle \mathrm {\nabla \cdot \mathbf {A} =\sum _{n}i_{n}\cdot {\partial \ \mathbf {A}  \over \partial \ r_{n}}=\sum _{\begin{matrix}n\\\mathrm {m_{1}...m_{M}} \end{matrix}}i_{n}\cdot {\partial  \over \partial \ r_{n}}{\biggl (}i_{m_{1}}...i_{m_{M}}A^{(m_{1}...m_{M})}{\biggr )}=} }
{\displaystyle \mathrm {=\sum _{\begin{matrix}n\\\mathrm {m_{1}...m_{M}} \end{matrix}}{\biggl (}i_{n}\cdot i_{m_{1}}...i_{m_{M}}{\partial \ A^{(m_{1}...m_{M})} \over \partial \ r_{n}}+i_{n}\cdot {\partial  \over \partial \ r_{n}}(i_{m_{1}}...i_{m_{M}})A^{(m_{1}...m_{M})}{\biggr )}} }.
Обобщенно выражения (1.27) – (1.29) можно записать так:
1.30. {\displaystyle \mathrm {\nabla \circ \mathbf {A} =\sum _{n}i_{n}\circ {\partial \ \mathbf {A}  \over \partial \ r_{n}}=\sum _{\begin{matrix}n\\\mathrm {m_{1}...m_{M}} \end{matrix}}i_{n}\circ {\biggl (}{\partial  \over \partial \ r_{n}}i_{m_{1}}...i_{m_{M}}A^{(m_{1}...m_{M})}{\biggr )}=} }
{\displaystyle \mathrm {=\sum _{\begin{matrix}n\\\mathrm {m_{1}...m_{M}} \end{matrix}}{\biggl (}i_{n}\circ i_{m_{1}}...i_{m_{M}}{\partial \ A^{(m_{1}...m_{M})} \over \partial \ r_{n}}+i_{n}\circ {\partial  \over \partial \ r_{n}}(i_{m_{1}}...i_{m_{M}})A^{(m_{1}...m_{M})}{\biggr )}} }.
Правила дифференцирования производных орт в (1.27) – (1.30) аналогичны правилам дифференцирования произведений скаляров:
1.31. {\displaystyle \mathrm {{\partial  \over \partial \ r_{n}}{\biggl (}i_{m_{1}}...i_{m_{M}}{\biggr )}={\partial \ i_{m_{1}} \over \partial \ r_{n}}{\biggl (}i_{m_{2}}...i_{m_{M}}{\biggr )}+i_{m_{1}}{\partial \ i_{m_{2}} \over \partial \ r_{n}}{\biggl (}i_{m_{3}}...i_{m_{M}}{\biggr )}+i_{m_{1}}i_{m_{2}}{\partial \ i_{m_{3}} \over \partial \ r_{n}}{\biggl (}i_{m_{4}}...i_{m_{M}}{\biggr )}+...} }
При этом конкретная система координат представлена просто набором значений производных орт по проекциям координаты {\displaystyle \mathrm {\partial \ i_{m} \over \partial \ r_{n}} }.
В тензорном анализе, как и в векторном, используется также оператор Лапласа {\displaystyle \Delta }:
1.32. {\displaystyle \Delta =\nabla ^{2}=\nabla \cdot \nabla }.
Результат действия оператора {\displaystyle \Delta } на произвольный тензор в произвольной ортогональной системе координат можно получить с использованием тех же, что и выше, правил:
1.33. {\displaystyle \mathrm {\Delta \mathbf {A} =\sum _{mn}i_{m}\cdot {\partial  \over \partial \ r_{m}}{\biggl (}i_{n}{\partial \ \mathbf {A}  \over \partial \ r_{n}}{\biggr )}=\sum _{m}{\biggl (}{\partial ^{2}\mathbf {A}  \over \partial \ r_{m}^{2}}+{\biggl (}\sum _{n}i_{m}\cdot {\partial \ i_{n} \over \partial \ r_{m}}{\Biggr )}{\partial \ \mathbf {A}  \over \partial \ r_{n}}{\Biggr )}} }.

### Некоторые характеристики тензоров второго ранга
- Представление тензора как матрицы

Тензор {\displaystyle \mathbf {A} } второго ранга может быть представлен как матрица:
1.34. {\displaystyle \mathrm {\mathbf {A} ={\begin{array}{|ccc|}A^{(11)}&A^{(12)}&A^{(13)}\\A^{(21)}&A^{(22)}&A^{(23)}\\A^{(31)}&A^{(32)}&A^{(33)}\\\end{array}}} }.
- След тензора второго ранга

Следом {\displaystyle \mathrm {Tr\mathbf {A} } } тензора второго ранга {\displaystyle \mathbf {A} } называют сумму его диагональных элементов:
1.35. {\displaystyle \mathrm {Tr\mathbf {A} =\sum _{n}A^{(nn)}=A^{(11)}+A^{(22)}+A^{(33)}} }.
- Сопряженный тензор

Тензор {\displaystyle \mathbf {A} ^{*}}  называют сопряженным тензору {\displaystyle \mathbf {A} }, если элементы тензора {\displaystyle \mathbf {A} ^{*}} получаются перестановкой индексов элементов тензора {\displaystyle \mathbf {A} }:
1.36. {\displaystyle \mathbf {B} =\mathbf {A} ^{*}}           {\displaystyle \longrightarrow }       {\displaystyle \mathrm {B^{(mn)}=A^{(nm)}} }.
Можно заметить, что:
1.37. {\displaystyle (\mathbf {A} ^{*})^{*}\equiv \mathbf {A} }.
- Симметричный тензор

Тензор {\displaystyle \mathbf {A} } называют симметричным, если его элементы, симметричные относительно главной диагонали, равны друг другу:
1.38. {\displaystyle \mathbf {A} =\mathbf {A} ^{*}}           {\displaystyle \longrightarrow }       {\displaystyle \mathrm {A^{(mn)}=A^{(nm)}} }.
- Унитарный тензор

Унитарный тензор {\displaystyle \mathbf {\boldsymbol {\delta }} } есть тензор второго ранга, недиагональные элементы которого равны нулю, а диагональные – единице:
1.39. {\displaystyle \mathrm {\delta ^{(mn)}=\delta _{mn}} }            {\displaystyle \longrightarrow }       {\displaystyle \mathrm {\mathbf {\boldsymbol {\delta }} ={\begin{array}{|ccc|}1&0&0\\0&1&0\\0&0&1\\\end{array}}=\sum _{mn}i_{m}i_{n}\delta _{mn}=\sum _{n}i_{n}i_{n}} }.               
Можно показать следующие свойства унитарного тензора:
1.40. {\displaystyle \mathbf {\boldsymbol {\delta }} \cdot \mathbf {A} =\mathbf {A} },
1.41. {\displaystyle \nabla \cdot {\bigl (}\mathbf {\boldsymbol {\delta }} \ \mathbf {A} {\bigr )}=\nabla \mathbf {A} },
1.42. {\displaystyle \nabla \cdot {\bigl (}\mathbf {\boldsymbol {\delta }} \cdot \mathbf {A} {\bigr )}=\nabla \mathbf {\cdot } {A}},
1.43. {\displaystyle \nabla \cdot {\bigl (}{\vec {A}}\ \mathbf {\boldsymbol {\delta }} {\bigr )}=\mathbf {\boldsymbol {\delta }} \ \nabla \cdot {\vec {A}}},
1.44. {\displaystyle \nabla \cdot {\bigl (}{\scriptstyle \mathbf {\boldsymbol {\delta }} }{\vec {A}}{\scriptstyle \mathbf {\boldsymbol {\delta }} }{\bigr )}={\bigl (}\nabla {\vec {A}}{\bigr )}^{*}},
где тензор, сопряженный градиенту вектора {\displaystyle \mathrm {\vec {A}} }:
1.45. {\displaystyle \mathrm {{\bigl (}\nabla {\vec {A}}{\bigr )}^{*}=\sum _{n}{\partial \ {\vec {A}} \over \partial \ r_{n}}i_{n}} }
и внутреннее произведение  унитарного тензора и вектора {\displaystyle {\vec {A}}}:
1.46. {\displaystyle \mathrm {{\scriptstyle \mathbf {\boldsymbol {\delta }} }{\vec {A}}{\scriptstyle \mathbf {\boldsymbol {\delta }} }=\sum _{n}i_{n}{\vec {A}}\ i_{n}} }.

### Симметричные тензоры. Операция симметрии
Тензор {\displaystyle \mathbf {A} } произвольного ранга является симметричным, если перестановка любой пары индексов не изменяет значение компоненты тензора, например:
- для симметричных тензоров 2-го ранга:
1.47. {\displaystyle \mathrm {A^{(mn)}=A^{(nm)}} };
- для симметричных тензоров 3-го ранга:
1.48. {\displaystyle \mathrm {A^{(kmn)}=A^{(knm)}=A^{(mkn)}=A^{(mnk)}=A^{(nkm)}=A^{(nmk)}} };
- для симметричных тензоров 4-го ранга:
1.49. {\displaystyle \mathrm {A^{(ikmn)}=A^{(iknm)}=A^{(imkn)}=A^{(imnk)}=A^{(inkm)}=A^{(inmk)}=} }
{\displaystyle \mathrm {A^{(ikmn)}=A^{(kinm)}=A^{(mikn)}=A^{(mink)}=A^{(nikm)}=A^{(nimk)}=} }
{\displaystyle \mathrm {A^{(ikmn)}=A^{(knim)}=A^{(mkin)}=A^{(mnik)}=A^{(nkim)}=A^{(nmik)}=} }
{\displaystyle \mathrm {A^{(kmni)}=A^{(knmi)}=A^{(mkni)}=A^{(mnki)}=A^{(nkmi)}=A^{(nmki)}} }
и так далее.
Можно заметить, что число независимых комбинаций индексов для тензора {\displaystyle \mathrm {n} }-го ранга равно {\displaystyle \mathrm {n!} }.
Любой тензор {\displaystyle \mathrm {\mathbf {A} ^{[n]}} }  произвольного ранга {\displaystyle n} может быть преобразован в симметричный тензор  с помощью операции симметрии:
1.50.{\displaystyle \mathrm {{\bigl \lfloor }\mathbf {A} ^{[n]}{\bigr \rfloor }={1 \over n!}\sum \mathbf {A} ^{[n]*}} },
где {\displaystyle \mathrm {\sum \mathbf {A} ^{[n]*}} }  – сумма исходного тензора {\displaystyle \mathrm {\mathbf {A} ^{[n]}} }  и всех тензоров, получаемых путем перестановки индексов его компонент аналогично (1.47) – (1.49).
Можно заметить, что если исходный тензор {\displaystyle \mathrm {\mathbf {A} ^{[n]}} }  уже является симметричным, имеет место {\displaystyle \mathrm {{\bigl \lfloor }\mathbf {A} ^{[n]}{\bigr \rfloor }=\mathbf {A} ^{[n]}} }.

### Тензорная степень вектора. Бином и дифференциал тензорной степени вектора
Тензор {\displaystyle \mathrm {\mathbf {A} ^{[n]}} } произвольного ранга {\displaystyle \mathrm {n} } может быть результатом кратного тензорного произведения одного и того же вектора {\displaystyle \mathrm {\vec {a}} }:
1.51. {\displaystyle \mathrm {\mathbf {A} ^{[n]}=\underbrace {{\vec {a}}\ {\vec {a}}...{\vec {a}}} _{n}} }.
Для краткости можно использовать символ тензорной степени вектора (итерации вектора):
1.52. {\displaystyle \mathrm {\underbrace {{\vec {a}}\ {\vec {a}}...{\vec {a}}} _{n}={\vec {a}}^{\lceil n\rceil }} }.
Показатель тензорной степени нужно записывать в скобках {\displaystyle \mathrm {\lceil n\rceil } }, чтобы не путать тензорный квадрат вектора:
1.53. {\displaystyle \mathrm {{\vec {a}}^{\lceil 2\rceil }={\vec {a}}\ {\vec {a}}} }
с принятым в векторном анализе обозначением квадрата вектора (квадрата модуля):
1.54. {\displaystyle \mathrm {{\vec {a}}^{2}={\vec {a}}\cdot {\vec {a}}=|{\vec {a}}|^{2}=a^{2}} }.
Можно убедиться, что:
1.55. {\displaystyle \mathrm {{\bigl \lfloor }{\vec {a}}^{\lceil n\rceil }{\bigr \rfloor }\equiv {\vec {a}}^{\lceil n\rceil }} }.
В алгебре скаляров существует запись для степени суммы скаляров (бином Ньютона):
1.56. {\displaystyle \mathrm {{\bigl (}a+b{\bigr )}^{n}=\sum _{k=0}^{n}{n! \over k!(n-k)!}a^{n-k}b^{k}} }.
С использованием принятых здесь обозначений можно показать для тензорной степени суммы векторов:
1.57. {\displaystyle \mathrm {{\bigl (}{\vec {a}}+{\vec {b}}{\bigr )}^{\lceil n\rceil }=\sum _{k=0}^{n}{n! \over k!(n-k)!}{\bigl \lfloor }{\vec {a}}^{\lceil n-k\rceil }{\vec {b}}^{\lceil k\rceil }{\bigr \rfloor }} }.
Для дифференциала степени скаляра известно, что:
1.58. {\displaystyle \mathrm {d\ a^{n}=d(\underbrace {a\ a...a} _{n})=(\underbrace {d\ a(\underbrace {a\ a...a} _{n-1})+a\ d\ a(\underbrace {a\ a...a} _{n-2})+...} _{n})=n\ a^{\lceil n-1\rceil }d\ a} }.
Можно показать, что для дифференциала тензорной степени вектора:
1.59. {\displaystyle \mathrm {d\ {\vec {a}}^{\lceil n\rceil }=d(\underbrace {{\vec {a}}\ {\vec {a}}...{\vec {a}}} _{n})=(\underbrace {d\ {\vec {a}}(\underbrace {{\vec {a}}\ {\vec {a}}...{\vec {a}}} _{n-1})+{\vec {a}}\ d\ {\vec {a}}(\underbrace {{\vec {a}}\ {\vec {a}}...{\vec {a}}} _{n-2})+...} _{n})=n\lfloor {\vec {a}}^{\lceil n-1\rceil }d\ {\vec {a}}\rfloor } }.

### Кратное скалярное произведение
В операциях с тензорами часто встречается необходимость кратного скалярного произведения тензоров, для которого можно использовать следующую символику:
1.60. {\displaystyle \mathrm {i_{m_{1}}...i_{m_{m}}{\overset {(k)}{\bullet }}i_{n_{1}}...i_{n_{n}}=i_{m_{1}}...i_{m_{m-k}}{\bigl (}i_{m_{m-k+1}}\cdot i_{n_{k}}{\bigr )}...{\bigl (}i_{m_{m}}\cdot i_{n_{1}}{\bigr )}i_{n_{k+1}}...i_{n_{n}}} },
то есть:
1.61. {\displaystyle \mathrm {\mathbf {C} ^{[m+n-2k]}=\mathbf {A} ^{[m]}{\overset {(k)}{\bullet }}\mathbf {B} ^{[n]}\sum _{\begin{matrix}m_{1}...m_{m}\\\mathrm {n_{1}...n_{n}} \end{matrix}}A^{(m_{1}...m_{m})}B^{(n_{1}...n_{n})}i_{m_{1}}...i_{m_{m}}{\overset {(k)}{\bullet }}i_{n_{1}}...i_{n_{n}}} }
и
1.62. {\displaystyle \mathrm {C^{(m_{1}...m_{m+n-2k})}=\sum _{k_{1}...k_{k}}A^{(m_{1}...m_{m-k}k_{1}...k_{k})}B^{(k_{1}...k_{k}m_{m-k+1}...m_{m+n-2k})}} }.
Например, с использованием символа кратного скалярного произведения выражение (1.21) приобретает более компактную форму:
1.63. {\displaystyle \mathrm {A^{(m_{1}...m_{m})}=i_{m_{m}}...i_{m_{1}}{\overset {(m)}{\bullet }}\mathbf {A} ^{[m]}=\mathbf {A} ^{[m]}{\overset {(m)}{\bullet }}i_{m_{m}}...i_{m_{1}}} }

### Уравнение движения. кинетический тензор и тензор вязких напряжений
Использование предложенной символики и правил позволяет записать уравнение движения в универсальной и компактной форме без привязки к конкретной системе координат:
1.64. {\displaystyle \mathrm {{\partial \ {\vec {p}}^{(V)} \over \partial \ t}+\nabla \cdot \mathbf {\Pi } ={\delta \ {\vec {p}}^{(V)} \over \delta \ t}} }
Аналогично, для развернутой формы записи кинетического тензора имеем:
1.65. {\displaystyle \mathrm {\mathbf {\Pi } =\rho {\vec {V}}\ {\vec {V}}+\mathbf {\boldsymbol {\delta }} \ P-{\boldsymbol {\sigma }}^{I}} }
и для тензора вязких напряжений:
1.66. {\displaystyle \mathrm {{\boldsymbol {\sigma }}^{I}=2\ \eta {\Biggl (}{\Bigl \lfloor }{\nabla V}{\Bigr \rfloor }-{{\boldsymbol {\delta }} \over 3}\nabla \cdot {\vec {V}}{\Biggr )}} }.
Следует отметить, что последнее выражение, так же как и выражение для кондуктивной составляющей плотности потока энергии (теплопроводность):
1.67. {\displaystyle \mathrm {{\vec {q}}^{\kappa }=-\kappa \nabla T} }
представляют собой приближенные формы, применимые только при описании относительно плотных средств, когда производными величин {\displaystyle \mathrm {{\boldsymbol {\sigma }}^{I}} } и {\displaystyle \mathrm {{\vec {q}}^{\kappa }} } по времени и координатам можно пренебречь по сравнению с их изменением в единицу времени в единице объема в результате столкновений.
Одним из часто встречающихся недоразумений, связанных с "урезанностью" (1.66) и (1.67) является представление о том, что причинам вязкого переноса импульса и теплопроводности являются переменность среднемассовой скорости и температуры в пространстве. Аналогично, в диффузионном приближении, когда производными среднемассовой скорости по времени и координатам можно пренебречь по сравнению с ее изменением в единицу времени в единице объема в результате столкновений, причиной течения называют переменность давления в пространстве.
На самом деле, с учетом отброшенных в обоих названных случаях слагаемых течение, теплопроводность, вязкий перенос импульса, переменность скорости, температуры и давления являются следствиями общей в каждом из названных случаев причины. Например: изменение среднемассовой скорости и давления – как следствия переменности сечения канала в реактивных системах.

## Уравнения моментов функции распределения

### Механические моменты и моменты функции распределения
Основные уравнения газодинамики представляют собой уравнения моментов функции распределения частиц по скоростям. Функция {\displaystyle \mathrm {f_{\alpha }({\vec {\mathrm {v} }})} }
2.1. {\displaystyle \mathrm {d^{2}N_{\alpha }=f_{\alpha }({\vec {\mathrm {v} }})d^{3}r\ d^{3}\mathrm {v} } },
где
- {\displaystyle \mathrm {d^{3}r} } – элемент объема в пространстве координат;
- {\displaystyle \mathrm {d^{3}v} } – элемент объема в пространстве скоростей;
- {\displaystyle \mathrm {d^{2}N_{\alpha }} } – количество частиц в элементе объема {\displaystyle \mathrm {d^{3}r} } в пространстве координат и элементе объема {\displaystyle \mathrm {d^{3}\mathrm {v} } } в пространстве скоростей.

Инструментом для отыскания функции {\displaystyle \mathrm {f_{\alpha }({\vec {v}})} }  является кинетическое уравнение:
2.2. {\displaystyle \mathrm {{\partial \ f_{\alpha }({\vec {\mathrm {v} }}) \over \partial \ t}+\nabla \cdot {\Bigl (}f_{\alpha }({\vec {\mathrm {v} }}){\vec {\mathrm {v} }}{\Bigr )}+\nabla _{\mathrm {v} }\cdot {\Bigl (}f_{\alpha }({\vec {\mathrm {v} }}){{\vec {F}}_{\alpha }({\vec {\mathrm {v} }}) \over m_{\alpha }}{\Bigr )}={\delta \ f_{\alpha }({\vec {\mathrm {v} }}) \over \delta \ t}} },
где
- {\displaystyle \mathrm {{\vec {F}}_{\alpha }({\vec {\mathrm {v} }})} }– сила, действующая на частицу сорта {\displaystyle \alpha }, имеющую скорость {\displaystyle \mathrm {\vec {v}} };
- {\displaystyle \mathrm {\nabla _{\mathrm {v} }=i_{x}{\partial  \over \partial \ \mathrm {v} _{x}}+i_{y}{\partial  \over \partial \ \mathrm {v} _{y}}+i_{z}{\partial  \over \partial \ \mathrm {v} _{z}}} }– оператор Гамильтона в пространстве скоростей;
- {\displaystyle \mathrm {\delta \ f_{\alpha }({\vec {\mathrm {v} }}) \over \delta \ t} }– интеграл столкновений – изменение {\displaystyle \mathrm {f_{\alpha }({\vec {\mathrm {v} }})} } в единицу времени в результате столкновений.

Основные механические характеристики частицы представляют собой моменты массы , где момент массы {\displaystyle \mathrm {\mathbf {m} _{\alpha }^{[n]}({\vec {\mathrm {v} }})} } порядка {\displaystyle \mathrm {n} } определяется выражением:
2.3. {\displaystyle \mathrm {\mathbf {m} _{\alpha }^{[n]}({\vec {\mathrm {v} }})=m_{\alpha }{\vec {\mathrm {v} }}^{\lceil n\rceil }} }.
Например:
- момент массы 0-го порядка {\displaystyle \mathrm {\mathbf {m} _{\alpha }^{[n]}({\vec {\mathrm {v} }})=m_{\alpha }{\vec {\mathrm {v} }}^{\lceil n\rceil }} } представляет собой просто массу частицы;
- момент массы 1-го порядка {\displaystyle \mathrm {\mathbf {m} _{\alpha }^{[1]}({\vec {\mathrm {v} }})=m_{\alpha }{\vec {\mathrm {v} }}^{\lceil 1\rceil }={m}_{\alpha }{\vec {\mathrm {v} }}} } представляет собой импульс частицы;
- момент массы 2-го порядка {\displaystyle \mathrm {\mathbf {m} _{\alpha }^{[2]}({\vec {\mathrm {v} }})=m_{\alpha }{\vec {\mathrm {v} }}^{\lceil 2\rceil }={m}_{\alpha }{\vec {\mathrm {v} }}\ {\vec {\mathrm {v} }}} } представляет собой тензор 2-го ранга, не имеющий специального названия, но половина следа которого {\displaystyle \mathrm {{1 \over 2}Tr{\bigl (}\mathbf {m} _{\alpha }^{[2]}({\vec {\mathrm {v} }}){\bigr )}={1 \over 2}m_{\alpha }\mathrm {v} ^{2}} } есть кинетическая энергия частицы,

Основные газодинамические параметры представляют собой моменты функции распределения :
2.4. {\displaystyle \mathrm {\mathbf {M} _{\alpha }^{[n]}=n_{\alpha }\mathbf {m} _{\alpha }^{[n]}({\vec {\mathrm {v} }})=\textstyle \int \mathbf {m} _{\alpha }^{[n]}({\vec {\mathrm {v} }})f_{\alpha }({\vec {\mathrm {v} }})d^{3}\mathrm {v} =m_{\alpha }n_{\alpha }\langle {\vec {\mathrm {v} }}^{\lceil n\rceil }\rangle } },
где   
- {\displaystyle \mathrm {n_{\alpha }} } – концентрация (количество частиц в единице объема);
- {\displaystyle \langle \ \ \rangle } – символ осреднения по скоростям.

Например:
- момент 0-го порядка {\displaystyle \mathrm {\mathbf {M} _{\alpha }^{[0]}=m_{\alpha }n_{\alpha }\langle {\vec {\mathrm {v} }}^{\lceil 0\rceil }\rangle =m_{\alpha }n_{\alpha }=\rho _{\alpha }} } представляет собой плотность массы (массу единицы объема);
- момент 1-го порядка {\displaystyle \mathrm {\mathbf {M} _{\alpha }^{[1]}=m_{\alpha }n_{\alpha }\langle {\vec {\mathrm {v} }}^{\lceil 1\rceil }\rangle =m_{\alpha }n_{\alpha }\langle {\vec {\mathrm {v} }}\rangle ={\vec {p}}_{\alpha }^{(V)}} } представляет собой плотность импульса (количество импульса в единице объема), количественно равную плотности потока массы (количеству массы, в единицу времени переносимое через единицу поверхности);
- момент 2-го порядка {\displaystyle \mathrm {\mathbf {M} _{\alpha }^{[2]}=m_{\alpha }n_{\alpha }\langle {\vec {\mathrm {v} }}^{\lceil 2\rceil }\rangle =m_{\alpha }n_{\alpha }\langle {\vec {\mathrm {v} }}\ {\vec {\mathrm {v} }}\rangle =\mathbf {\Pi } _{\alpha }} } представляет собой плотность потока импульса (кинетический тензор, количество импульса, в единицу времени переносимое через единицу поверхности), половина следа которого {\displaystyle \mathrm {{1 \over 2}\mathbf {\boldsymbol {\delta }} {\overset {(2)}{\bullet }}\mathbf {M} _{\alpha }^{[2]}=\varepsilon _{\alpha }^{V}} } есть плотность энергии (количество энергии в единице объема);
- момент 3-го порядка {\displaystyle \mathrm {\mathbf {M} _{\alpha }^{[3]}=m_{\alpha }n_{\alpha }\langle {\vec {\mathrm {v} }}^{\lceil 3\rceil }\rangle =m_{\alpha }n_{\alpha }\langle {\vec {v}}\ {\vec {v}}\ {\vec {v}}\rangle =\mathbf {Q} _{\alpha }} } представляет собой тензор 3-го ранга, не имеющий специального названия, но половина вектор-следа которого {\displaystyle \mathrm {{1 \over 2}\mathbf {\boldsymbol {\delta }} {\overset {(2)}{\bullet }}\mathbf {M} _{\alpha }^{[3]}={\vec {q}}_{\alpha }} } равна плотности потока энергии (количеству энергии, в единицу времени переносимое через единицу поверхности).

Похожее описание приведено в работе R. Fitzpatrick Plasma Physics : An Introduction, но для моментов, отнесенных к единице массы, и с записью только для следа-вектора момента третьего порядка {\displaystyle \mathbf {Q} _{\alpha }}.

### Уравнения моментов функции распределения
Уравнение момента {\displaystyle \mathrm {n} }-го порядка функции распределения частиц по скоростям может быть получено умножением всех слагаемых кинетического уравнения (2.2) на момент массы {\displaystyle \mathrm {n} }-го порядка с последующим интегрированием всех слагаемых по всем значениям скорости.
В результате в применении к заряженной компоненте газа возникает уравнение следующего общего вида:
2.5. {\displaystyle \mathrm {{\partial \ \mathbf {M} _{\alpha }^{[n]} \over \partial \ t}+\nabla \cdot \mathbf {M} _{\alpha }^{[n+1]}-n{q_{\alpha } \over m_{\alpha }}{\bigl \lfloor }\mathbf {M} _{\alpha }^{[n]}\times {\vec {B}}+\mathbf {M} _{\alpha }^{[n-1]}{\vec {E}}{\bigr \rfloor }={\delta \ \mathbf {M} _{\alpha }^{[n]} \over \delta \ t}} },
где   {\displaystyle \mathrm {\delta \ \mathbf {M} _{\alpha }^{[n]} \over \delta \ t} }   – изменение момента   в единицу времени в результате столкновений:
2.6. {\displaystyle \mathrm {{\delta \ \mathbf {M} _{\alpha }^{[n]} \over \delta \ t}={\textstyle \int }\mathbf {m} _{\alpha }^{[n]}({\vec {\mathrm {v} }}){\delta \ f_{\alpha }({\vec {\mathrm {v} }}) \over \delta \ t}d^{3}\mathrm {v} } }.
В зависимости от порядка {\displaystyle n} можно записать следующие случаи для уравнения (2.5):
- при {\displaystyle \mathrm {n} }=0 – уравнение непрерывности:

2.7. {\displaystyle \mathrm {{\partial \ \rho _{\alpha } \over \partial \ t}+\nabla \cdot {\vec {p}}_{\alpha }^{(V)}={\delta \ \rho _{\alpha } \over \delta \ t}} };
- при {\displaystyle \mathrm {n} }=1 – уравнение движения:

2.8. {\displaystyle \mathrm {{\partial \ {\vec {p}}_{\alpha }^{(V)} \over \partial \ t}+\nabla \cdot \mathbf {\Pi } _{\alpha }-{q_{\alpha } \over m_{\alpha }}{\bigl (}{\vec {p}}_{\alpha }^{(V)}\times {\vec {B}}+\rho _{\alpha }{\vec {E}}{\bigr )}={\delta \ {\vec {p}}_{\alpha }^{(V)} \over \delta \ t}} };
- при {\displaystyle \mathrm {n} }=2 – уравнение потока импульса:

2.9. {\displaystyle \mathrm {{\partial \ \mathbf {\Pi } _{\alpha } \over \partial \ t}+\nabla \cdot \mathbf {Q} _{\alpha }-2{q_{\alpha } \over m_{\alpha }}{\bigl \lfloor }\mathbf {\Pi } _{\alpha }\times {\vec {B}}+{\vec {p}}_{\alpha }^{(V)}{\vec {E}}{\bigr \rfloor }={\delta \ \mathbf {\Pi } _{\alpha } \over \delta \ t}} };
- при {\displaystyle \mathrm {n} }=3 – уравнение моменте третьего порядка:

2.10. {\displaystyle \mathrm {{\partial \ \mathbf {Q} _{\alpha } \over \partial \ t}+\nabla \cdot \mathbf {M} _{\alpha }^{[4]}-3{q_{\alpha } \over m_{\alpha }}{\bigl \lfloor }\mathbf {Q} _{\alpha }\times {\vec {B}}+\mathbf {\Pi } _{\alpha }{\vec {E}}{\bigr \rfloor }={\delta \ \mathbf {Q} _{\alpha } \over \delta \ t}} }.

### Незамкнутость системы уравнений моментов функции распределения. Уравнения статических моментов
На основе анализа уравнений (2.5) – (2.10) можно заметить, что система уравнений моментов функции распределения является принципиально незамкнутой – при записи уравнения для очередного неизвестного момента {\displaystyle \mathrm {n} }-го порядка, во втором слагаемом левой части возникает дивергенция момента порядка {\displaystyle \mathrm {n+1} }.
В любом описании система уравнений газодинамики замыкается приближенно с использованием предположений того или иного уровня точности.
Оставляя пока открытым вопрос о незамкнутости системы уравнений моментов функции распределения, можно показать возможность ее иного представления с использованием записей статических моментов. 
Сопутствующей системой координат называют инерциальную систему отсчета, в которой в данный момент в данной точке среднемассовая скорость компоненты равна нулю. Скорость частицы в сопутствующей системе  (хаотическая скорость) может быть представлена так:
2.11. {\displaystyle {\vec {v}}\mathrm {={\vec {\mathrm {v} }}-{\vec {V}}_{\alpha }} }.
При этом в соответствии с определением среднемассовой скорости {\displaystyle \mathrm {{\vec {V}}_{\alpha }=\langle {\vec {\mathrm {v} }}\rangle } } имеем:
2.12. {\displaystyle \langle {\vec {v}}\rangle \equiv 0}.
Таким образом, первый момент  (плотность потока частиц, плотность импульса) в сопутствующей системе равен нулю по определению.
Моменты функции распределения в сопутствующей системе называются статическими моментами и  могут находиться подстановкой {\displaystyle {\vec {v}}} вместо {\displaystyle {\vec {\mathrm {v} }}} в выражения для моментов функции распределения:
2.13. {\displaystyle \mathrm {\mathbf {P} _{\alpha }=m_{\alpha }n_{\alpha }} \langle {\vec {v}}\ {\vec {v}}\rangle },
2.14. {\displaystyle \mathrm {\mathbf {G} _{\alpha }=m_{\alpha }n_{\alpha }} \langle {\vec {v}}\ {\vec {v}}\ {\vec {v}}\rangle },
2.15. {\displaystyle \mathrm {\mathbf {W} _{\alpha }=m_{\alpha }n_{\alpha }} \langle {\vec {v}}\ {\vec {v}}\ {\vec {v}}\ {\vec {v}}\rangle },
где  
- {\displaystyle \mathbf {P} _{\alpha }} – тензор давления компоненты, равный кинетическому тензору {\displaystyle \mathbf {\Pi } _{\alpha }} в сопутствующей системе координат;
- {\displaystyle \mathbf {G} _{\alpha }} – третий статический момент, равный третьему моменту {\displaystyle \mathbf {Q} _{\alpha }} в сопутствующей системе координат;
- {\displaystyle \mathbf {W} _{\alpha }} – четвертый статический момент, равный четвертому моменту {\displaystyle \mathbf {M} _{\alpha }^{[4]}} в сопутствующей системе координат.

Тензор {\displaystyle \mathbf {G} _{\alpha }} можно условно называть потоком давления.
Можно показать следующие связи между величинами полных и статических моментов:
2.16. {\displaystyle \mathrm {\mathbf {\Pi } _{\alpha }=\rho _{\alpha }{\vec {V}}_{\alpha }{\vec {V}}_{\alpha }+\mathbf {P} _{\alpha }} },
2.17. {\displaystyle \mathrm {\mathbf {Q} _{\alpha }=\rho _{\alpha }{\vec {V}}_{\alpha }{\vec {V}}_{\alpha }{\vec {V}}_{\alpha }+3{\bigl \lfloor }{\vec {V}}_{\alpha }\mathbf {P} _{\alpha }{\bigr \rfloor }+\mathbf {G} _{\alpha }} },
2.18. {\displaystyle \mathrm {\mathbf {M} _{\alpha }^{[4]}=\rho _{\alpha }{\vec {V}}_{\alpha }{\vec {V}}_{\alpha }{\vec {V}}_{\alpha }{\vec {V}}_{\alpha }+6{\bigl \lfloor }{\vec {V}}_{\alpha }{\vec {V}}_{\alpha }\mathbf {P} _{\alpha }{\bigr \rfloor }+4{\bigl \lfloor }{\vec {V}}_{\alpha }\mathbf {G} _{\alpha }{\bigr \rfloor }+\mathbf {W} _{\alpha }} }.
При этом вместо уравнений потока импульса (2.9) и третьего момента (2.10) можно использовать уравнение давления:
2.19. {\displaystyle \mathrm {{\partial \ \mathbf {P} _{\alpha } \over \partial \ t}+\nabla \cdot {\bigl (}{\vec {V}}_{\alpha }\mathbf {P} _{\alpha }+\mathbf {G} _{\alpha }{\bigr )}-2{q_{\alpha } \over m_{\alpha }}{\bigl \lfloor }\mathbf {P} _{\alpha }\times {\vec {B}}{\bigr \rfloor }+2{\bigl \lfloor }\mathbf {P} _{\alpha }\nabla {\vec {V}}_{\alpha }{\bigr \rfloor }={\delta \ \mathbf {P} _{\alpha } \over \delta \ t}} }
и уравнение потока давления:
2.20. {\displaystyle \mathrm {{\partial \ \mathbf {G} _{\alpha } \over \partial \ t}+\nabla \cdot {\bigl (}{\vec {V}}_{\alpha }\mathbf {G} _{\alpha }+\mathbf {W} _{\alpha }{\bigr )}-3{q_{\alpha } \over m_{\alpha }}{\bigl \lfloor }\mathbf {G} _{\alpha }\times {\vec {B}}{\bigr \rfloor }+3{\biggl \lfloor }\mathbf {G} _{\alpha }\nabla {\vec {V}}_{\alpha }-{\mathbf {P} _{\alpha }\nabla \cdot \mathbf {P} _{\alpha } \over \rho _{\alpha }}{\biggr \rfloor }={\delta \ \mathbf {G} _{\alpha } \over \delta \ t}} },
где {\displaystyle \mathrm {\delta \ \mathbf {P} _{\alpha } \over \delta \ t} }  и {\displaystyle \mathrm {\delta \ \mathbf {G} _{\alpha } \over \delta \ t} } – изменения {\displaystyle \mathbf {P} _{\alpha }} и {\displaystyle \mathbf {G} _{\alpha }} в единицу времени в результате столкновений, равные:
2.21. {\displaystyle {\delta \mathbf {P} _{\alpha } \over \delta t}={\delta \mathbf {\Pi } _{\alpha } \over \delta t}-2{\biggl \lfloor }{\vec {V}}_{\alpha }{\delta {\vec {p}}_{\alpha }^{(V)} \over \delta t}{\biggr \rfloor }+{\vec {V}}_{\alpha }{\delta \rho _{\alpha } \over \delta t}}
2.22. {\displaystyle \mathrm {{\delta \ \mathbf {G} _{\alpha } \over \delta \ t}={\delta \ \mathbf {Q} _{\alpha } \over \delta \ t}-3{\Biggl \lfloor }{\vec {V}}_{\alpha }{\delta \ \mathbf {\Pi } _{\alpha } \over \delta \ t}+{\mathbf {P} _{\alpha }-{\vec {V}}_{\alpha }{\vec {p}}_{\alpha }^{(V)} \over \rho _{\alpha }}{\biggl (}{\delta \ {\vec {p}}_{\alpha }^{(V)} \over \delta \ t}-{\vec {V}}_{\alpha }{\delta \ \rho _{\alpha } \over \delta \ t}{\biggr )}{\Biggr \rfloor }} }.
Можно заметить, что половина следа тензора {\displaystyle \mathbf {G} _{\alpha }} представляет собой кондуктивную составляющую плотности потока энергии:
2.23. {\displaystyle \mathrm {{1 \over 2}\mathbf {\boldsymbol {\delta }} {\overset {(2)}{\bullet }}\mathbf {G} _{\alpha }={\vec {q}}_{\alpha }^{\kappa }} }.
Следует также отметить, что понятие тензора вязких напряжений является реликтом, связанным с попыткой представления единичного объема газа как материального тела, изменение импульса которого происходит в результате действия неких сил.
На самом деле все три слагаемые в (1.65) соответствуют переносу импульса вместе с частицами, а не результата обмена импульсами (действия сил). Поэтому предпочтительным является представление кинетического тензора в виде (2.16) или в виде:
2.24. {\displaystyle \mathrm {\mathbf {\Pi } _{\alpha }=\rho _{\alpha }{\vec {V}}_{\alpha }{\vec {V}}_{\alpha }+\mathbf {\boldsymbol {\delta }} \ P_{\alpha }+\mathbf {\boldsymbol {\pi }} _{\alpha }} },
где {\displaystyle \mathbf {\boldsymbol {\pi }} _{\alpha }} – тензор вязкости, равный:
2.25. {\displaystyle \mathrm {\mathbf {\boldsymbol {\pi }} _{\alpha }=\mathbf {P} _{\alpha }-\mathbf {\boldsymbol {\delta }} \ P_{\alpha }=-{\boldsymbol {\sigma }}^{I}} }.
Поток вектора в математике и физике принято считать положительным, если он направлен наружу из выделенного объема, а силу в физике - положительной, если она направлена внутрь. Этим и объясняется разница в знаках  {\displaystyle \mathrm {\mathbf {\boldsymbol {\pi }} _{\alpha }=-{\boldsymbol {\sigma }}^{I}} } между тензором вязкости (как составляющей плотности потока импульса  вместе с молекулами и тензором вязких напряжений как "силой", действующей на объем.
Уравнение вида (2.19) приведено, например в книге Б. Росси и С. Ольберта "Introduction to the physics of space" , но в форме уравнения для компоненты тензора давления, а не в нашем компактном виде и без каких-либо рекомендаций о способах отыскания тензора {\displaystyle \mathbf {G} _{\alpha }}.  

### Приближение третьего ранга
Как уже сказано, система уравнений моментов функции распределения принципиально незамкнута. Замыкание достигается приближенно в зависимости от степени анизотропии функции распределения в сопутствующей системе координат, которую считают необходимым учесть в конкретной решаемой задаче. 
Уравнения (2.7), (2.8), (2.19) - (2.22) содержат тензоры от 0-го до 3-го ранга, необходимые для расчета характеристик устройства с учетом, в том числе и диссипативного переноса импульса и энергии. Проблему представляет тензор 4-го ранга {\displaystyle \mathbf {W} _{\alpha }}. При этом, моменты четных рангов не равны нулю даже при изотропном по {\displaystyle {\vec {v}}} распределении.  
Например, при максвелловском распределении имеет место равенство: 
2.26. {\displaystyle \mathrm {\mathbf {W} _{\alpha }=3{\bigl \lfloor }\mathbf {\boldsymbol {\delta }} \mathbf {\boldsymbol {\delta }} {\bigr \rfloor }{P_{\alpha }P_{\alpha } \over \rho _{\alpha }}} }.
В работе  предложено следующее приближенное обобщение зависимости (2.26):
2.27. {\displaystyle \mathbf {W} _{\alpha }=3{{\bigl \lfloor }\mathbf {P} _{\alpha }\mathbf {P} _{\alpha }{\bigr \rfloor } \over \rho _{\alpha }}}.
В таком представлении уравнение (2.20) приобретает вид
2.28. {\displaystyle \mathrm {{\partial \ \mathbf {G} _{\alpha } \over \partial \ t}+\nabla \cdot {\bigl (}{\vec {V}}_{\alpha }\mathbf {G} _{\alpha }{\bigr )}-3{q_{\alpha } \over m_{\alpha }}{\bigl \lfloor }\mathbf {G} _{\alpha }\times {\vec {B}}{\bigr \rfloor }+3{\bigl \lfloor }\mathbf {G} _{\alpha }\nabla {\vec {V}}_{\alpha }{\bigr \rfloor }+3{\biggl \lfloor }\mathbf {P} _{\alpha }\cdot \nabla {\biggl (}{\mathbf {P} _{\alpha } \over \rho _{\alpha }}{\biggr )}{\biggr \rfloor }={\delta \ \mathbf {G} _{\alpha } \over \delta \ t}} },
то есть не содержит уже новых неизвестных, что позволяет приближенно замкнуть систему на уровне моментов от 0-го до 3-го ранга.
Найдя след каждого слагаемого в (2.19) можно показать для скаляра давления {\displaystyle \mathrm {P_{\alpha }={1 \over 3}\mathbf {\boldsymbol {\delta }} {\overset {(2)}{\bullet }}\mathbf {P} _{\alpha }} }:
2.29. {\displaystyle \mathrm {{\partial \ P_{\alpha } \over \partial \ t}+\nabla \cdot {\bigl (}{\vec {V}}_{\alpha }P_{\alpha }+{2 \over 3}{\vec {G}}_{\alpha }{\bigr )}+{2 \over 3}{\bigl \lfloor }P_{\alpha }\nabla \cdot {\vec {V}}_{\alpha }+(\mathbf {\boldsymbol {\pi }} _{\alpha }\cdot \nabla )\cdot {\vec {V}}_{\alpha }{\bigr \rfloor }={\delta \ P_{\alpha } \over \delta \ t}} }.
С учетом (2.19), (2.29) для тензора вязкости можно записать:
2.30. {\displaystyle \mathrm {{\partial \ \mathbf {\boldsymbol {\pi }} _{\alpha } \over \partial \ t}+\nabla \cdot {\biggl (}{\vec {V}}_{\alpha }\mathbf {\boldsymbol {\pi }} _{\alpha }+\mathbf {G} _{\alpha }-{\mathbf {\boldsymbol {\delta }}  \over 3}{\vec {q}}_{\alpha }^{\kappa }{\biggr )}-2{q_{\alpha } \over m_{\alpha }}{\bigl \lfloor }\mathbf {\boldsymbol {\pi }} _{\alpha }\times {\vec {B}}{\bigr \rfloor }+2P_{\alpha }{\biggl (}{\bigl \lfloor }\nabla {\vec {V}}_{\alpha }{\bigr \rfloor }-{\mathbf {\boldsymbol {\delta }}  \over 3}\nabla \cdot {\vec {V}}_{\alpha }{\biggr )}={\delta \ \mathbf {\boldsymbol {\pi }} _{\alpha } \over \delta \ t}} }.
Найдя след каждого слагаемого в (2.28) с учетом (2.23) и подставляя {\displaystyle \mathrm {\mathbf {P} _{\alpha }=\mathbf {\boldsymbol {\delta }} \ P_{\alpha }} } (как при максвелловском распределении) можно показать для теплопроводности:
2.31. {\displaystyle \mathrm {{\partial \ {\vec {q}}_{\alpha }^{\kappa } \over \partial \ t}+\nabla \cdot {\bigl (}{\vec {V}}_{\alpha }{\vec {q}}_{\alpha }^{\kappa }{\bigr )}+{3 \over 2}{\vec {q}}_{\alpha }^{\kappa }\cdot \nabla {\vec {V}}_{\alpha }-{3 \over 2}{q_{\alpha } \over m_{\alpha }}{\bigl \lfloor }{\vec {q}}_{\alpha }^{\kappa }\times {\vec {B}}{\bigr \rfloor }+{5 \over 2}{P_{\alpha }k \over \rho _{\alpha }}\nabla T_{\alpha }={\delta \ {\vec {q}}_{\alpha }^{\kappa } \over \delta \ t}} }.
Для однородного газа правые части (2.30) и (2.31) могут быть представлены так:
2.32. {\displaystyle \mathrm {{\delta \ \mathbf {\boldsymbol {\pi }} _{\alpha } \over \delta \ t}=-{3 \over 2}{\mathbf {\boldsymbol {\pi }} _{\alpha } \over \tau _{\alpha \alpha }^{d}}} },
2.33. {\displaystyle \mathrm {{\delta \ {\vec {q}}_{\alpha }^{\kappa } \over \delta \ t}=-{{\vec {q}}_{\alpha }^{\kappa } \over \tau _{\alpha \alpha }^{d}}} },
где {\displaystyle \mathrm {\tau _{\alpha \alpha }^{d}} }– эффективное время передачи давления.
Подстановка (2.32), (2.33) в (2.30) и (2.31) дает для однородного газа:
2.34. {\displaystyle \mathrm {{\partial \ \mathbf {\boldsymbol {\pi }} _{\alpha } \over \partial \ t}+\nabla \cdot {\biggl (}{\vec {V}}_{\alpha }\mathbf {\boldsymbol {\pi }} _{\alpha }+\mathbf {G} _{\alpha }-{\mathbf {\boldsymbol {\delta }}  \over 3}{\vec {q}}_{\alpha }^{\kappa }{\biggr )}-2{q_{\alpha } \over m_{\alpha }}{\bigl \lfloor }\mathbf {\boldsymbol {\pi }} _{\alpha }\times {\vec {B}}{\bigr \rfloor }+2P_{\alpha }{\biggl (}{\bigl \lfloor }\nabla {\vec {V}}_{\alpha }{\bigr \rfloor }-{\mathbf {\boldsymbol {\delta }}  \over 3}\nabla \cdot {\vec {V}}_{\alpha }{\biggr )}=-{3 \over 2}{\mathbf {\boldsymbol {\pi }} _{\alpha } \over \tau _{\alpha \alpha }^{d}}} },
2.35. {\displaystyle \mathrm {{\partial \ {\vec {q}}_{\alpha }^{\kappa } \over \partial \ t}+\nabla \cdot {\bigl (}{\vec {V}}_{\alpha }{\vec {q}}_{\alpha }^{\kappa }{\bigr )}+{3 \over 2}{\vec {q}}_{\alpha }^{\kappa }\cdot \nabla {\vec {V}}_{\alpha }-{3 \over 2}{q_{\alpha } \over m_{\alpha }}{\bigl \lfloor }{\vec {q}}_{\alpha }^{\kappa }\times {\vec {B}}{\bigr \rfloor }+{5 \over 2}{P_{\alpha }k \over \rho _{\alpha }}\nabla T_{\alpha }=-{{\vec {q}}_{\alpha }^{\kappa } \over \tau _{\alpha \alpha }^{d}}} }.

## Граничные условия и характеристики столкновений
Можно заметить, что "классические" выражения для вязкости и теплопроводности можно получить из (2.34) и (2.35), оставляя в левых частях только последние слагаемые. Однако в разреженных газах, где роль столкновений в объеме мала, нельзя пренебрегать слагаемыми, связанными с изменением диссипативных характеристик в пространстве и во времени. В отличие от "классических" полные записи являются дифференциальными по искомым параметрам, а значит для их решения необходимы граничные условия.
Названные условия должны отражать факторы изотропии или анизотропии в процессах на границе газа (или плазмы).
Например, на границе плазмы с поверхностью или окружающей нейтральной средой существует пространственный слой заряда (ленгмюовский слой), по своей природе неоднородный и нестационарный. Отражение электронов от потенциального барьера в этом слое не является зеркальным - происходит релаксация импульса и трансформация моментов функции распределения высоких рангов.
Вопрос формулировки граничных условий с учетом названного процесса решался в работах. 
Актуальным остается вопрос о записи правых частей для уравнений моментов порядка выше 1 с учетом упругих и неупругих столкновений в объеме.